# Coma farmacologico
Si definisce coma farmacologico, o coma indotto, o coma artificiale, o coma preventivo uno stato di coma provvisorio indotto con una dose controllata di farmaci ipnotici in aggiunta ad analgesici oppioidi.

## Indicazioni
Principalmente, il coma farmacologico si rende necessario, in forma di anestesia generale, durante gli interventi chirurgici per causare incoscienza, ridurre le risposte riflesse allo stress e la sensibilità al dolore.
Inoltre, si utilizza nelle terapie intensive per proteggere l'encefalo in caso di malattie critiche (ustioni estese, shock settico, avvelenamenti), riducendo il metabolismo e il consumo di ossigeno.
Un danno cerebrale preesistente ha effetto sul grado di reversibilità, in termini di ripresa della coscienza.

## Meccanismo d'azione
Circa il 55% del glucosio e dell'ossigeno utilizzati dal cervello sono necessari per  il mantenimento dell'attività elettrica, mentre il resto è impiegato per tutte le altre attività, tra cui il metabolismo.
Quando vengono somministrati ipnotici in dosi tali da portare un paziente in uno stato di coma indotto, si evidenzia una riduzione dell'attività elettrica del cervello, che in teoria dovrebbe comportare anche una riduzione del metabolismo e della richiesta di ossigeno.